# Rajab
Rajab (arabe : رَجَب) est le septième mois du calendrier musulman. Le nom vient de "Rajaba" qui signifie respecter.
C'est l'un des quatre mois sacrés de l'islam avec Mouharram, Dhou al Qi`da et Dhou al Hijja. Le 27 du mois, Isra et Miraj est commémoré lors de la « nuit de l'ascension » (Layla al-Miraj).

## Historique
Le premier mois du calendrier musulman, mouharram, marquait à l'origine le début d'une période de quatre mois durant lesquels une trêve sacrée devait être observée tandis que toute hostilité devait cesser le septième mois du calendrier, le rajab.

## Symbolique
Le nom de Rajab dérive de la langue sémitique. Il y avait beaucoup de points différents sur la numération des jours de ce mois. Certains pensent que ce mois avait 29 jours, d'autres 30 jours. Ce mois était sacré pour les musulmans car marqué par  la première révélation reçue par Mahomet.